# Carmine Abbagnale
Carmine Abbagnale (Pompeï, 5 januari 1962) is een Italiaans roeier. Abbagnale was gespecialiseerd in de twee-met-stuurman. Samen met zijn oudere broer Giuseppe Abbagnale won Abbagnale twee olympische titels en zeven wereldtitels en één zilveren olympische medaille in de twee-met-stuurman. De enige keer dat Abbagnale deelnam aan een wereldkampioenschap zonder zijn broer was tijdens het Wereldkampioenschappen roeien 1994. 
Tijdens de Olympische Zomerspelen 1996 kon Abbagnale niet deelnemen aan de twee-met-stuuman omdat dit onderdeel van het olympisch programma was gehaald, in plaats van de twee-zonders-stuurman nam Abbagnale deel met de acht en werd negende. Zijn jongere broer Agostino Abbagnale werd tweemaal olympisch kampioen dubbel-vier en eenmaal dubbel-twee.

## Resultaten
- Wereldkampioenschappen roeien 1981 in München  in de twee-met-stuurman
- Wereldkampioenschappen roeien 1982 in Luzern  in de twee-met-stuurman
- Wereldkampioenschappen roeien 1983 in Duisburg  in de twee-met-stuurman
- Olympische Zomerspelen 1984 in Los Angeles  in de twee-met-stuurman
- Wereldkampioenschappen roeien 1985 in Hazewinkel  in de twee-met-stuurman
- Wereldkampioenschappen roeien 1986 in Nottingham  in de twee-met-stuurman
- Wereldkampioenschappen roeien 1987 in Kopenhagen  in de twee-met-stuurman
- Olympische Zomerspelen 1988 in Seoel  in de twee-met-stuurman
- Wereldkampioenschappen roeien 1989 in Bled  in de twee-met-stuurman
- Wereldkampioenschappen roeien 1990 in Barrington  in de twee-met-stuurman
- Wereldkampioenschappen roeien 1991 in Wenen  in de twee-met-stuurman
- Olympische Zomerspelen 1992 in Barcelona  in de twee-met-stuurman
- Wereldkampioenschappen roeien 1993 in Račice  in de twee-met-stuurman
- Wereldkampioenschappen roeien 1994 in Indianapolis  in de twee-met-stuurman
- Wereldkampioenschappen roeien 1995 in Tampere 7de in de acht
- Olympische Zomerspelen 1996 in Atlanta 9e in de acht

1900: François Brandt & Roelof Klein ·
1920: Ercole Olgeni & Giovanni Scatturin & Guido de Filip ·
1924: Édouard Candeveau & Alfred Felber & Émile Lachapelle ·
1928: Hans Schöchlin & Karl Schöchlin & Hans Bourquin ·
1932: Joseph Schauers & Charles Kieffer & Edward Jennings ·
1936: Gerhard Gustmann & Herbert Adamski & Dieter Arend ·
1948: Finn Pedersen & Tage Henriksen & Carl Ebbe Andersen ·
1952: Raymond Salles & Gaston Mercier & Bernard Malivoire ·
1956: Arthur Ayrault & Conn Findlay & Armin Kurt Seiffert ·
1960: Bernhard Knubel & Heinz Renneberg & Klaus Zerta ·
1964: Edward Ferry & Conn Findlay & Henry Kent Mitchell ·
1968: Primo Baran & Renzo Sambo & Bruno Cipolla ·
1972: Wolfgang Gunkel & Jörg Lucke & Klaus-Dieter Neubert ·
1976: Harald Jährling & Friedrich-Wilhelm Ulrich & Georg Spohr ·
1980: Harald Jährling & Friedrich-Wilhelm Ulrich & Georg Spohr ·
1984: Carmine Abbagnale & Giuseppe Abbagnale & Giuseppe Di Capua ·
1988: Carmine Abbagnale & Giuseppe Abbagnale & Giuseppe Di Capua ·
1992: Jonathan Searle & Gregory Searle & Garry Herbert